# Carvalho-das-canárias
O Carvalho-das-canárias (Quercus canariensis), também conhecido como carvalho africano ou carvalho-de-monchique, é uma árvore robusta, que chega a 30 m de altura quando cresce em boas condições; a copa, de forma arredondada ou irregular, é ampla e densa, projetando uma boa sombra.
Quercus canariensis é uma árvore de folha caduca a semi-verde de tamanho médio que cresce até 20-30 m de altura com um tronco de até 1,5 m de diâmetro. As folhas têm de 10-15 cm de comprimento e 6-8 cm de largura, com 6-12 pares de lóbulos rasos. As flores são de pele de gato; o fruto é uma bolota de 2,5 cm de comprimento e 2 cm de largura, numa taça pouco profunda.
Quercus canariensis é uma das beneficiadas com o Prémio de Mérito de Jardinagem da Royal Horticultural Society.
Um velho carvalho argelino foi plantado a 19 de Maio de 1863. Reside dentro do Jardim Botânico de Kyneton, na cidade de Kyneton, no estado australiano de Vitória. Esta árvore é listada pelo National Trust no Registo de Árvores Significativas de Vitória. Um "carvalho da Federação".